# Brytyjskie Terytorium Oceanu Indyjskiego
Brytyjskie Terytorium Oceanu Indyjskiego (6°00′S 71°30′E/-6,000000 71,500000) (ang. British Indian Ocean Territory) – terytorium zależne Wielkiej Brytanii, obejmujące archipelag Czagos (ang. Chagos), z których największa to Diego Garcia (7°20′S 72°25′E/-7,333333 72,416667).

## Geografia
Terytorium zaliczane jest do obszaru Azji Południowej.
Archipelag leży na Oceanie Indyjskim, na południe od Indii, w połowie drogi pomiędzy Afryką a Indonezją. Archipelag obejmuje 55 wysp koralowych.
Wyspy geograficznie są kontynuacją azjatyckich Lakszadiwów i Malediwów i znajdują się z nimi na jednym Grzbiecie Czagos-Lakkadiwy. Od afrykańskich wysp wchodzących w skład Seszeli i Mauritiusu są oddzielone Grzbietem Środkowoindyjskim. Odległość wysp Czagos od najbliższej wyspy (atol Addu w Malediwach) wynosi 520 km, od Cejlonu – 1540 km, a od przylądka Komoryn (kontynent azjatycki) – 1600 km; od najbliższych wysp afrykańskich dzieli je 1660 km (wyspa Coëtivy wchodząca w skład Seszeli oraz wyspy Algalega i Rodrigues wchodzące w skład Mauritiusu), 1760 km od głównej wyspy Seszeli Mahé, 2080 km od wyspy Mauritius, 2450 km od Madagaskaru i 2830 km od kontynentu afrykańskiego (wybrzeże Somalii). Z tego powodu geograficznie wyspy zaliczane są do Azji.
Na największej i najbardziej wysuniętej na południe, Diego Garcia, strategicznie położonej pośrodku Oceanu Indyjskiego, mieści się wspólna baza wojskowa Wielkiej Brytanii i USA. Linia brzegowa ma długość 698 km. Klimat tropikalny morski; gorący, wilgotny, łagodzony przez pasat. Ukształtowanie terenu: płaskie wyspy, większość terenu nie przekracza 2 m wysokości. Najwyższy punkt znajduje się na wyspie Diego Garcia i wynosi 15 m. Zasoby naturalne wysp to palmy kokosowe, ryby oraz trzcina cukrowa.

## Historia
Archipelag wysp Czagos został zajęty przez Francję w XVIII wieku i włączony do kolonii Ille de France (dzisiejszy Mauritius). W 1810 roku wyspy zostały odebrane Francuzom przez Brytyjczyków i przyłączone do brytyjskich wówczas Seszeli (zostało to usankcjonowane traktatem z 1814 r.). W 1903 roku wyspy Czagos odłączono od Seszeli i przyłączono do brytyjskiego Mauritiusu. Brytyjskie Terytorium Oceanu Indyjskiego utworzono w 1965 roku z wysp Czagos ponownie odłączonych od Mauritiusu i kilku wysp wyłączonych z terytorium Seszeli – Aldabra, Farquhar i Desroches – w celu założenia baz wojskowych Stanów Zjednoczonych i Wielkiej Brytanii, zgodnie z umową zawartą przez oba kraje na 50 lat. Wielka Brytania wykupiła te ziemie w 1967 roku. Dawni mieszkańcy wysp zostali przesiedleni w latach 1967–1973, najpierw na Mauritius, później także na Seszele. W 1976 roku archipelagi Aldabra i Farquhar oraz wyspę Desroches zwrócono Seszelom po uzyskaniu przez nie niepodległości. Obecnie Terytorium obejmuje tylko sześć głównych grup wysp tworzących archipelag Czagos. Od lat 70. na największej i najdalej na południe wysuniętej wyspie terytorium Diego Garcia mieści się wspólna baza marynarki wojennej Wielkiej Brytanii i Stanów Zjednoczonych. Pozostałe wyspy Brytyjskiego Terytorium Oceanu Indyjskiego są niezamieszkane. W 2000 roku brytyjski Sąd Najwyższy unieważnił decyzję lokalnych władz imigracyjnych, na mocy której wysiedlono dawnych mieszkańców wysp, ale podtrzymał specjalny status wojskowy Diego Garcia. W 2024 r. Wielka Brytania ogłosiła, że przekaże suwerenność nad wyspami Czagos Mauritiusowi pod warunkiem zawarcia traktatu stwierdzającego, że atol Diego Garcia pozostanie w dzierżawie Wielkiej Brytanii i Stanów Zjednoczonych przez 99 lat – podpisanie traktatu spełniającego ten warunek przez premierów obu państw nastąpiło 22 maja 2025.

## Polityka
Mauritius i Seszele wysuwają roszczenia do archipelagu Czagos włącznie z Diego Garcia; w 2001 roku byli mieszkańcy archipelagu Czagos, wysiedleni w latach 1967–1973, obecnie mieszkający głównie na Mauritiusie, otrzymali brytyjskie obywatelstwo i prawo do repatriacji; w maju 2006 roku Sąd Najwyższy w Londynie uchylił decyzję zakazującą zamieszkiwania na wyspach; w kwietniu 2006 grupa dawnych mieszkańców odwiedziła Diego Garcia; repatriację utrudni umowa z USA o dzierżawie Diego Garcia, ograniczająca dostęp do głównej wyspy archipelagu. W ostatnim czasie Mauritius uzyskał korzystną opinię Międzynarodowego Trybunału Sprawiedliwości z 2019 roku oraz Międzynarodowego Trybunału Prawa Morza z 2021 roku. Również stanowisko rządu Wielkiej Brytanii pod naciskiem opinii międzynarodowej uległo w 2022 roku złagodzeniu i dopuszczono możliwość negocjacji w sprawie zwrotu spornych wysp.

## Ludność
Dawniej na archipelagu Czagos mieszkało około 1200 robotników rolnych, którzy zostali przesiedleni na Mauritius i Seszele w latach 60. i 70. XX wieku; obecnie brak stałych mieszkańców; w listopadzie 2004 na archipelagu stacjonowało około 4000 żołnierzy amerykańskich i brytyjskich oraz personel pomocniczy (m.in. personel lotniska).

## Gospodarka
Cała działalność gospodarcza skupia się na największej wyspie, Diego Garcia, na której znajduje się wspólna brytyjsko-amerykańska baza wojskowa. Prace budowlane i usługi na rzecz bazy wykonuje personel wojskowy oraz pracownicy kontraktowi z Wielkiej Brytanii, Mauritiusu, Filipin i USA. Na wyspach nie prowadzi się żadnej działalności przemysłowej ani rolniczej. Ilois (rdzenni mieszkańcy archipelagu Czagos) po powrocie zamierzają reaktywować uprawę trzciny cukrowej i rybołówstwo. Źródłem dochodów terytorium jest sprzedaż praw do połowu ryb i znaczków pocztowych.

## Transport i łączność
Na wyspie Diego Garcia znajduje się port lotniczy o utwardzonej nawierzchni. Sieć drogową stanowi jedynie krótki odcinek drogi utwardzonej pomiędzy portem a lotniskiem na Diego Garcia. Sieć kolejowa nie istnieje. Dociera tam 1 stacja telewizyjna oraz 3 stacje radiowe (2 na falach długich i średnich, 1 UKF). Możliwy jest również dostęp do internetu.